# 12-Stunden-Rennen von Sebring 1997

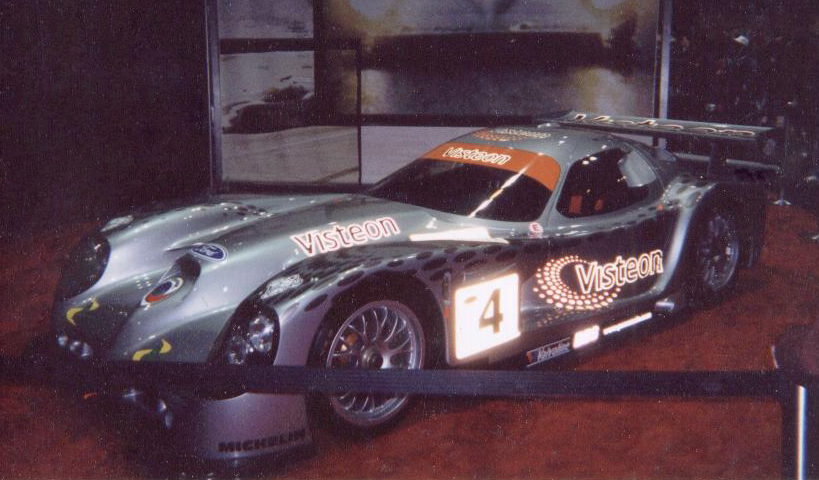
Das erste Panoz-Rennmodell das in Sebring am Start war, war der Esperante GTR-1

Das 45. 12-Stunden-Rennen von Sebring, auch The 45th Annual Superflo 12 Hours of Sebring presented by Chrysler Corporation, Sebring International Raceway, fand am 15. März 1997 auf dem Sebring International Raceway statt und war der zweite Wertungslauf der IMSA-GT-Serie dieses Jahres.

## Vor dem Rennen
Beim Eröffnungsrennen der Saison, dem 24-Stunden-Rennen von Daytona, setzte sich die auf der Strecke ausgefahrene Auseinandersetzung von Doyle Racing und Scandia Motorsport bei den US-amerikanischen Sportwagen-Langstreckenrennen auch 1997 fort. Auf dem Siegerpodest des Rennens gab es enormen Platzmangel, da insgesamt 14 Fahrer dort Platz finden mussten. Beim Siegerwagen, dem Dyson-Racing-Riley & Scott Mk III fuhren mit Elliott Forbes-Robinson, John Schneider, Rob Dyson, John Paul junior, Butch Leitzinger, Andy Wallace und James Weaver nicht weniger als sieben Piloten einen Stint.

## Das Rennen
In Sebring ging das Duell zwischen den Ferrari- und Riley & Scott-Teams weiter. Im Training fuhr Yannick Dalmas im vom Team Scandia gemeldeten Ferrari 333SP die schnellste Qualifikationszeit. Der Franzose, der zum ersten Mal in Sebring am Start war, erzielte eine Zeit von 1:49,425 Minuten. Dalmas war 1997 einer der erfolgreichsten Sportwagenpiloten der letzten Jahre. Bereits dreimal hatte er das 24-Stunden-Rennen von Le Mans gewonnen. 1992 siegte er im Werks-Peugeot 905 Evo 1B gemeinsam mit Derek Warwick und Mark Blundell, 1993 mit Hurley Haywood und Mauro Baldi im Dauer 962LM GT und ein Jahr später mit JJ Lehto und Masanori Sekiya im McLaren F1 GTR.
Dalmas blieb gleich bei seinem ersten Sebring-Einsatz siegreich. Er gewann mit seinen Partnern Stefan Johansson, Fermín Vélez und Andy Evans mit den für ein 12-Stunden-Rennen knappen Vorsprung von 48 Sekunden auf den Riley & Scott von James Weaver, Andy Wallace und Butch Leitzinger.

## Ergebnisse

### Schlussklassement
| 1               | WSC   | 3  | Team Scandia                      | Yannick Dalmas Stefan Johansson Fermín Vélez Andy Evans                                        | Ferrari 333SP              | 281 |
| 2               | WSC   | 16 | Dyson Racing                      | James Weaver Andy Wallace Butch Leitzinger                                                     | Riley & Scott Mk III       | 281 |
| 3               | WSC   | 4  | Dibos Racing                      | Eduardo Dibos Jim Pace Barry Waddell                                                           | Riley & Scott Mk III       | 268 |
| 4               | WSC   | 63 | Downing Atlanta Racing            | Jim Downing Charles Nearburg Tim McAdam                                                        | Kudzu DLM                  | 266 |
| 5               | WSC   | 20 | Dyson Racing                      | Elliott Forbes-Robinson John Schneider John Paul junior                                        | Riley & Scott Mk III       | 263 |
| 6               | GTS-1 | 11 | Robinson Racing                   | Irv Hoerr Jack Baldwin George Robinson                                                         | Oldsmobile Aurora          | 261 |
| 7               | GTS-1 | 01 | Rohr Corp.                        | Andy Pilgrim Jochen Rohr Robert Nearn                                                          | Porsche 911 GT2 Evo        | 261 |
| 8               | GTS-2 | 61 | Konrad Motorsport                 | Bob Wollek Franz Konrad Wido Rössler                                                           | Porsche 911 GT2            | 259 |
| 9               | GTS-3 | 10 | Prototype Technology Group        | Javier Quiros Tom Hessert Bill Auberlen Derek Hill                                             | BMW M3                     | 257 |
| 10              | GTS-2 | 03 | Roock Racing                      | Michel Ligonnet Claudia Hürtgen Zak Brown Dirk Layer                                           | Porsche 911 GT2            | 256 |
| 11              | GTS-2 | 99 | Schumacher Racing                 | Larry Schumacher John O’Steen Will Pace                                                        | Porsche 911 Carrera Cup    | 256 |
| 12              | GTS-2 | 56 | Martin Snow                       | Martin Snow Peter Kitchak Philip Collin                                                        | Porsche 911 GT2            | 255 |
| 13              | GTS-3 | 76 | Team A.R.E.                       | Kelly Collins Cort Wagner Gary Blackman                                                        | Porsche 993 Carrera RSR    | 255 |
| 14              | GTS-3 | 52 | Stadler Motorsport                | Enzo Calderari Lilian Bryner Ulli Richter                                                      | Porsche 911                | 253 |
| 15              | GTS-3 | 7  | Prototype Technology Group        | Dieter Quester Marc Duez Boris Said III                                                        | BMW M3                     | 252 |
| 16              | WSC   | 88 | MSI Racing                        | Ross Bentley Jeff Jones Danny Sullivan                                                         | Riley & Scott Mk III       | 250 |
| 17              | GTS-3 | 39 | Jim Mathews Racing                | David Murry Jim Matthews Hurley Haywood                                                        | Porsche 911                | 249 |
| 18              | GTS-1 | 75 | Robinson Racing                   | Victor Sifton Jon Gooding Joe Pezza                                                            | Oldsmobile Aurora          | 248 |
| 19              | GTS-2 | 65 | Saleen Allen Speedlab             | Steve Saleen David Warnock Robert Schirle                                                      | Ford Saleen Mustang        | 246 |
| 20              | GTS-3 | 68 | The Racers Group                  | Kevin Buckler Stephen Earle Randy Pobst                                                        | Porsche 911                | 246 |
| 21              | GTS-3 | 78 | Team A.R.E.                       | Mike Doolin Steve Pelke Bruce Busby                                                            | Porsche 911 Carrera RSR    | 245 |
| 22              | GTS-3 | 53 | Stadler Motorsport                | Denis Lay Karl-Heinz Wlazik Uwe Sick                                                           | Porsche 911                | 245 |
| 23              | GTS-3 | 25 | Alex Job Racing                   | Charles Slater Jeff Purner Terry Lingner Robbie Groff                                          | Porsche 911 Carrera RSR    | 242 |
| 24              | GTS-3 | 86 | G & W Motorsports                 | Steve Marshall Danny Marshall Weldon Scrogham                                                  | Porsche 964 Carrera Cup    | 240 |
| 25              | GTS-3 | 89 | Tag Racing                        | Thomas Dittmer Jason Dittmer Tone Grant Mike Gagliardo                                         | Porsche 911                | 236 |
| 26              | WSC   | 2  | Screaming Eagles Racing           | Craig Nelson Darin Brassfield Dan Clark                                                        | Riley & Scott Mk III       | 233 |
| 27              | GTS-3 | 58 | Protechnik Racing                 | Sam Shalala John Annis Neil Crilly Scott Peeler                                                | Porsche 911                | 229 |
| 28              | GTS-3 | 69 | Jorge Trejos                      | Jeff Gamroth Tim Ralston Monte Shelton                                                         | Porsche 911                | 227 |
| 29              | GTS-3 | 05 | Auto Sport South                  | Joe Cogbill William Stitt John Bourassa                                                        | Porsche 911 Turbo          | 224 |
| 30              | GTS-3 | 92 | PAR International Ltd.            | David Loring Raymond Boissoneau Peter Goebel Brian Johnson                                     | Mazda RX-7                 | 218 |
| 31              | GTS-3 | 26 | Alex Job Racing                   | Anthony Lazzaro Angelo Cilli Eric Bretzel                                                      | Porsche 911                | 216 |
| 32              | GTS-3 | 70 | Newfield Kartman                  | Ludovico Manfredi Alain Nadal Manolis Moschous Ron Zitza                                       | Porsche 911                | 210 |
| 33              | GTS-3 | 36 | Phoenix American Motorsports      | Jim Michaelian Steve McNeely Stu Hayner John Heinricy Mike Weinberg Joe Aquilante Marty Miller | Pontiac Firebird           | 201 |
| 34              | GTS-1 | 90 | Road Circuit Technology           | Les Delano Andy Petery Craig Carter                                                            | Oldsmobile Cutlass Supreme | 199 |
| 35              | GTS-1 | 48 | Ted Kempgens                      | David Rankin Hank Scott Billy Bies Ted Kempgens                                                | Chevrolet Camaro           | 188 |
| 36              | WSC   | 33 | FAB Factory Motorsport            | Ralph Thomas John Mirro Rick Ferguson                                                          | Kudzu DG-2                 | 185 |
| 37              | GTS-1 | 09 | Rice Racing                       | Vic Rice Ray Kong Shane Lewis Kent Stacy                                                       | Pontiac Grand Prix         | 180 |
| 38              | GTS-1 | 80 | Dave Perelle                      | Nort Northam Dave Perelle Houghton Smith                                                       | Oldsmobile Cutlass Supreme | 148 |
| 39              | GTS-1 | 37 | Hoyt Overbagh                     | Mauro Casadei Oscar Rovelli Butch Brickell Mark Montgomery C. J. Johnson                       | Chevrolet Camaro           | 141 |
| 40              | GTS-3 | 57 | Kryderacing                       | Luis Sereix Reed Kryder Frank Del Vecchio Michael DeFontes                                     | Nissan 240SX               | 85  |
| Ausgefallen     |       |    |                                   |                                                                                                |                            |     |
| 41              | GTS-3 | 50 | Jorge Trejos                      | Joe Varde Jorge Trejos Dennis Aase                                                             | Porsche 911                | 247 |
| 42              | GTS-2 | 47 | T-F Racing                        | Matt Turner Gary Smith Joseph Safina John Kohler Nick Longhi                                   | Ford Saleen Mustang        | 205 |
| 43              | WSC   | 28 | FAB Factory Motorsport            | Jon Field Juan Gac Jacek Mucha A. J. Smith Owen Trinkler                                       | Spice SC95                 | 203 |
| 44              | WSC   | 8  | Support Net Racing                | Johnny O’Connell Scott Schubot Henry Camferdam Roger Mandeville                                | Hawk C-8                   | 188 |
| 45              | GTS-3 | 27 | Tim Vargo                         | Brady Refenning Jack Refenning Henry Camferdam Peter Uria                                      | Porsche 911                | 178 |
| 46              | WSC   | 30 | Moretti Racing                    | Giampiero Moretti Antônio de Azevedo Hermann Didier Theys Andrea Montermini                    | Ferrari 333SP              | 168 |
| 47              | WSC   | 1  | Doyle Racing Riley & Scott        | Wayne Taylor Eric van de Poele Scott Sharp                                                     | Riley & Scott Mk III       | 151 |
| 48              | GTS-3 | 6  | Prototype Technology Group        | John Fergus Dan Marvin                                                                         | BMW M3                     | 142 |
| 49              | WSC   | 43 | Team Scandia                      | Charles Morgan Rob Morgan                                                                      | Ferrari 333SP              | 135 |
| 50              | GTS-3 | 42 | Jarett Freeman                    | Michael Duffy Simon Gregg                                                                      | Porsche 911                | 134 |
| 51              | WSC   | 60 | Kopf Precision Race Products Team | Roberto Quintanilla Jeff Ward                                                                  | Keiler KII                 | 126 |
| 52              | GTS-1 | 66 | Panoz Motorsport                  | Doc Bundy Éric Bernard Jeff Purner                                                             | Panoz Esperante GTR-1      | 108 |
| 53              | GTS-3 | 93 | Ecuador Mobil                     | Henry Taleb Pete Halsmer Elton Julian                                                          | Nissan 240SX               | 104 |
| 54              | GTS-1 | 74 | Champion Porsche                  | Hans-Joachim Stuck Bill Adam                                                                   | Porsche 911 GT2 Evo        | 100 |
| 55              | GTS-2 | 55 | Saleen Allen Speedlab             | Price Cobb Phil Andrews                                                                        | Ford Saleen Mustang        | 92  |
| 56              | GTS-1 | 35 | Richard McDill                    | Richard McDill Bill McDill Tom Juckette Gianni Biava                                           | Chevrolet Camaro           | 90  |
| 57              | GTS-3 | 22 | Reisman Racing                    | Paul Reisman John Reisman Richard Valentine                                                    | Chevrolet Camaro           | 73  |
| 58              | GTS-3 | 38 | Mark Hein                         | Dorsey Schroeder Peter Cunningham John Green                                                   | Acura NSX                  | 58  |
| 59              | GTS-1 | 17 | Arthur Pilla                      | Arthur Pilla Oma Kimbrough David Kicak                                                         | Porsche 911 GT2 Evo        | 58  |
| 60              | GTS-1 | 72 | Tim Banks                         | Tim Banks Henri-Louis Maunoir Don Arpin                                                        | Chevrolet Corvette         | 57  |
| 61              | GTS-2 | 31 | Kim Baker                         | John Heinricy Stuart Jones Kim Baker                                                           | Chevrolet Corvette         | 29  |
| 62              | GTS-1 | 45 | Davies Motorsports                | Scott Goodyear Neto Jochamowitz Ed Davies                                                      | Porsche 911 Turbo          | 21  |
| 63              | WSC   | 00 | John Christie                     | John Graham Robin Smith                                                                        | X-250                      | 21  |
| Nicht gestartet |       |    |                                   |                                                                                                |                            |     |
| 64              | GTS-3 | 98 | Tag Racing                        | Thomas Dittmer Jason Dittmer Tone Grant Mike Gagliardo Tony Ave                                | Porsche 911                | 1   |
| 65              | GTS-3 | 34 | James Loftis                      | James Loftis Richard Howe Norman Goldrich Dave White                                           | Porsche 968                | 2   |
| 66              | GTS-3 | 06 | Jeremiah Kelly                    | Marc Fienstein Randy Pobst                                                                     | Porsche 944 Turbo          | 3   |
| 67              | GTS-3 | 0  | Tony Singer                       | Karl Singer Tony Singer Kasey Singer Dave White Joe Varde Don Knowle                           | Porsche 911                | 4   |

1 nicht gestartet
2 Unfall im Training
3 nicht gestartet
4 nicht trainiert

### Nur in der Meldeliste
Hier finden sich Teams, Fahrer und Fahrzeuge, die ursprünglich für das Rennen gemeldet waren, aber aus den unterschiedlichsten Gründen daran nicht teilnahmen.
| Pos. | Klasse | Nr. | Team                           | Fahrer                                              | Chassis                 |
| ---- | ------ | --- | ------------------------------ | --------------------------------------------------- | ----------------------- |
| 68   | GTS-2  | 02  | Roock Racing                   |                                                     | Porsche 911 GT2         |
| 69   | WSC    | 19  | Davin Racing                   | Edd Davin                                           | Argo                    |
| 70   | GTS-3  | 73  | Jack Lewis Enterprises         | Jack Lewis Kurt Mathewson                           | Porsche 911 Carrera RSR |
| 71   | GTS-1  | 91  | Rock Valley Oil & Chemical Co. | Roger Schramm Stu Hayner John Heinricy Marty Miller | Chevrolet Camaro        |

### Klassensieger
| Klasse | Fahrer         | Fahrer           | Fahrer          | Fahrer     | Fahrzeug          | Platzierung im Gesamtklassement |
| ------ | -------------- | ---------------- | --------------- | ---------- | ----------------- | ------------------------------- |
| WSC    | Yannick Dalmas | Stefan Johansson | Fermín Vélez    | Andy Evans | Ferrari 333SP     | Gesamtsieg                      |
| GTS-1  | Irv Hoerr      | Jack Baldwin     | George Robinson |            | Oldsmobile Aurora | Rang 6                          |
| GTS-2  | Bob Wollek     | Franz Konrad     | Wido Rössler    |            | Porsche 911 GT2   | Rang 8                          |
| GTS-3  | Javier Quiros  | Tom Hessert      | Bill Auberlen   | Derek Hill | BMW M3            | Rang 9                          |

### Renndaten
- Gemeldet: 71
- Gestartet: 63
- Gewertet: 30
- Rennklassen: 4
- Zuschauer: unbekannt
- Wetter am Renntag: erst trocken, dann Regen
- Streckenlänge: 5,794 km
- Fahrzeit des Siegerteams: 12:00:06,975 Stunden
- Gesamtrunden des Siegerteams: 281
- Gesamtdistanz des Siegerteams: 1628,012 km
- Siegerschnitt: 135,645 km/h
- Pole Position: Yannick Dalmas – Ferrari 333SP (#3) – 1:49,425 – 190;606 km/h
- Schnellste Rennrunde: Andrea Montermini – Ferrari 333SP (#30) – 1.51,867 – 186,466 km/h
- Rennserie: 2. Lauf zur IMSA-GT-Serie 1997